# Суксаметоній
Суксаметонію хлорид (англ. Suxamethonium chloride, лат. Suxamethonii chloridum) — синтетичний препарат, який відноситься до четвертинних амонієвих сполук, та є представником класу деполяризуючих міорелаксантів короткої дії. За хімічною структурою суксаметоній є подвоєною молекулою ацетилхоліну. Суксаметоній уперше описаний у 1906 році, та застосовується в клінічній практиці з 1951 року.

## Фармакологічні властивості
Суксаметоній — синтетичний препарат, що є четвертинною амонієвою сполукою, та відноситься до класу міорелаксантів. Механізм дії препарату полягає у блокуванні нікотинових холінорецепторів кінцевої пластинки рухового нерва скелетних м'язів, унаслідок чого стимулюється релаксація м'язів, зокрема під час хірургічних операцій, що полегшує проведення інтубації трахеї. За механізмом дії суксаметоній є деполяризуючим міорелаксантом, та має швидкий початок дії та коротку тривалість дії. Препарат застосовується в комплексі з іншими засобами для проведення наркозу, а саме для полегшення проведення інтубації трахеї, а також для усунення судом при правці.

### Фармакокінетика
Суксаметоній після внутрішньовенного введення швидко всмоктується, дія препарату розпочинається приблизно через 2—3 хвилин після введення, та триває в повному обсязі протягом 3 хвилин, і припиняється через 5 хвилин. Суксаметоній швидко метаболізується псевдохолінестеразою крові, виводиться препарат із організму переважно із сечею. Період напіввиведення суксаметонію точно не відомий.

## Показання до застосування
Суксаметоній застосовується для релаксація м'язів під час хірургічних операцій, що полегшує проведення інтубації трахеї, та для індукції наркозу в дорослих і дітей, а також у дорослих як додатковий засіб для проведення штучної вентиляції легень, а також для усунення судом при правці.

## Побічна дія
Найчастішими побічними реакціями суксаметонію є збільшення часу тривалості нейром'язової блокади. Найважчими побічними реакціями препарату є алергічні та анафілактоїдні реакції, а також серцево-судинні ускладнення (інсульт, тромбоз, ішемія міокарда, фібриляція передсердь, екстрасистолія). Іншими побічними реакціями піпекуронію є підвищене слиновиділення, гіпертермія, зміни на шкірі в місці введення, тахікардія, артеріальна гіпотензія, пригнічення дихання, ниркова недостатність, бронхоспазм, м'язова слабкість, рідко — апное, дихальна недостатність, рабдоміоліз.

## Протипокази
Суксаметоній протипоказаний при підвищеній чутливості до препарату, при міастенії, глаукомі, гострій печінковій недостатності, вираженій анемії, злоякісній артеріальній гіпертензії, гіперкаліємії, рабдоміолізі або міопатії скелетних м'язів, відкритій травмі ока, та при атиповій активності холінестерази крові.

## Форми випуску
Суксаметоній випускається у вигляді розчину для ін'єкцій по 20 мг/мл в ампулах по 5 мл, та у вигляді порошку для ін'єкцій у флаконах по 100 мг.